# Phylloscopus cantator
Phylloscopus cantator е вид птица от семейство Phylloscopidae.

## Разпространение
Видът е разпространен в Бангладеш, Бутан, Индия, Китай, Лаос, Мианмар, Непал и Тайланд.